# Silke Meier
Pour les articles homonymes, voir Meier.
Silke Meier (née le 13 juillet 1968 à Kaiserslautern) est une joueuse de tennis allemande (ex-RFA), professionnelle de 1985 à 2000.
En 1990, elle a joué le 3e tour à l'US Open (battue par Zina Garrison), sa meilleure performance en Grand Chelem.
Au cours de sa carrière, Silke Meier a remporté un tournoi WTA en double.

## Palmarès

### Titre en simple dames
Aucun

### Finale en simple dames
| No | Date       | Nom et lieu du tournoi       | Catégorie | Dotation  | Surface      | Vainqueure       | Score    |          |
| -- | ---------- | ---------------------------- | --------- | --------- | ------------ | ---------------- | -------- | -------- |
| 1  | 24/04/1995 | Croatian Ladies Open, Zagreb | Tier III  | 161 250 $ | Terre (ext.) | Sabine Appelmans | 6-4, 6-3 | Parcours |

### Titre en double dames
| No | Date       | Nom et lieu du tournoi | Catégorie | Dotation | Surface         | Partenaire           | Finalistes                       | Score         |          |
| -- | ---------- | ---------------------- | --------- | -------- | --------------- | -------------------- | -------------------------------- | ------------- | -------- |
| 1  | 05/02/1991 | Oslo Open Oslo         | Tier V    | 75 000 $ | Moquette (int.) | Claudia Kohde-Kilsch | Sabine Appelmans Raffaella Reggi | 3-6, 6-2, 6-4 | Parcours |

### Finales en double dames
| No | Date       | Nom et lieu du tournoi  | Catégorie | Dotation | Surface      | Vainqueures                       | Partenaire       | Score         |          |
| -- | ---------- | ----------------------- | --------- | -------- | ------------ | --------------------------------- | ---------------- | ------------- | -------- |
| 1  | 15/09/1986 | Athens Trophy Athènes   |           | 75 000 $ | Terre (ext.) | Isabel Cueto Arantxa Sánchez      | Wiltrud Probst   | 4-6, 6-2, 6-4 | Parcours |
| 2  | 31/07/1989 | Vitosha New Otani Sofia | Tier V    | 50 000 $ | Terre (ext.) | Laura Garrone Laura Golarsa       | Elena Pampoulova | 6-4, 7-5      | Parcours |
| 3  | 11/09/1989 | Athens Open Athènes     | Tier V    | 75 000 $ | Terre (ext.) | Sandra Cecchini Patricia Tarabini | Elena Pampoulova | 4-6, 6-4, 6-2 | Parcours |

## Parcours en Grand Chelem

### En simple dames
| Année | Open d'Australie | Open d'Australie    | Internationaux de France | Internationaux de France | Wimbledon       | Wimbledon        | US Open         | US Open         |
| 1986  | n/a              | n/a                 | 2e tour (1/32)           | Catarina Lindqvist       | -               | -                | -               | -               |
| 1987  | -                | -                   | 1er tour (1/64)          | Helen Kelesi             | 2e tour (1/32)  | Iwona Kuczyńska  | 2e tour (1/32)  | Sylvia Hanika   |
| 1988  | -                | -                   | 2e tour (1/32)           | Arantxa Sánchez          | 2e tour (1/32)  | Belinda Cordwell | 1er tour (1/64) | Gretchen Rush   |
| 1989  | 1er tour (1/64)  | Federica Bonsignori | 2e tour (1/32)           | Andrea Vieira            | 1er tour (1/64) | Louise Allen     | -               | -               |
| 1990  | 2e tour (1/32)   | Helen Kelesi        | 1er tour (1/64)          | Radka Zrubáková          | 1er tour (1/64) | Linda Wild       | 3e tour (1/16)  | Zina Garrison   |
| 1991  | 1er tour (1/64)  | Cathy Caverzasio    | -                        | -                        | -               | -                | -               | -               |
| 1992  | 1er tour (1/64)  | Kirrily Sharpe      | 2e tour (1/32)           | Kimiko Date              | 1er tour (1/64) | Amanda Grunfeld  | 2e tour (1/32)  | Zina Garrison   |
| 1993  | 2e tour (1/32)   | Ginger Helgeson     | 1er tour (1/64)          | Ginger Helgeson          | 1er tour (1/64) | Shaun Stafford   | 2e tour (1/32)  | Brenda Schultz  |
| 1994  | -                | -                   | 2e tour (1/32)           | Wang Shi-Ting            | -               | -                | 1er tour (1/64) | Sandra Cecchini |
| 1995  | 2e tour (1/32)   | Lori McNeil         | 2e tour (1/32)           | Beate Reinstadler        | 1er tour (1/64) | Maria Strandlund | 1er tour (1/64) | Kimiko Date     |
| 1996  | 2e tour (1/32)   | Rita Grande         | 1er tour (1/64)          | Iva Majoli               | -               | -                | -               | -               |

À droite du résultat, l’ultime adversaire.

### En double dames
| Année | Open d'Australie              | Open d'Australie           | Internationaux de France     | Internationaux de France  | Wimbledon                    | Wimbledon                   | US Open                       | US Open               |
| 1987  | -                             | -                          | 2e tour (1/16) R. Maršíková  | Steffi Graf G. Sabatini   | 1er tour (1/32) C. Porwik    | Heather Crowe Kim Steinmetz | 1er tour (1/32) R. Maršíková  | C. MacGregor          |
| 1989  | 2e tour (1/16) C. Singer      | Henricksson Beth Herr      | 1er tour (1/32) Isabel Cueto | Julie Halard S. Wasserman | -                            | -                           | -                             | -                     |
| 1990  | 1er tour (1/32) E. Pampoulova | K. Kschwendt C. Toleafoa   | 1er tour (1/32) Pospíšilová  | Beverly Bowes M. Werdel   | -                            | -                           | 1er tour (1/32) E. Pampoulova | L. Neiland N. Zvereva |
| 1991  | 1er tour (1/32) D. Szabová    | A. Strnadová E. Švíglerová | 1er tour (1/32) Iva Budařová | A. Dechaume F. Labat      | -                            | -                           | -                             | -                     |
| 1992  | 1er tour (1/32) Sabine Hack   | S. Appelmans I. Demongeot  | -                            | -                         | -                            | -                           | -                             | -                     |
| 1996  | -                             | -                          | 2e tour (1/16) H. Nagyová    | Jana Novotná A. Sánchez   | 1er tour (1/32) H. Nagyová   | R. Dragomir Ann Grossman    | -                             | -                     |
| 1997  | 1er tour (1/32) Kirstin Freye | K. Kroupová Melicharová    | 1er tour (1/32) B. Schwartz  | Gorrochategui Linda Wild  | 1er tour (1/32) L. Němečková | Olga Lugina Elena Wagner    | -                             | -                     |

Sous le résultat, la partenaire ; à droite, l’ultime équipe adverse.

### En double mixte
| Année | Open d'Australie | Open d'Australie | Internationaux de France     | Internationaux de France | Wimbledon | Wimbledon | US Open | US Open |
| 1987  | -                | -                | 2e tour (1/16) Laurie Warder | B. Gerken P. Chamberlin  | -         | -         | -       | -       |

Sous le résultat, le partenaire ; à droite, l’ultime équipe adverse.

## Parcours en Coupe de la Fédération
| #                                                                                | Date       | Lieu      | Surface | Gagnante(s)                    | Perdante(s)                 | Score          |          |
|                                                                                  |            |           |         |                                |                             |                |          |
| 1987 - 1er tour (groupe mondial) - Hong Kong - Allemagne de l'Ouest - 0 : 3      |            |           |         |                                |                             |                |          |
| 1                                                                                | 28/07/1987 | Vancouver |         | Bettina Bunge Silke Meier      | Patricia Hy Paulette Moreno | 6-1, 6-1       | Parcours |
|                                                                                  |            |           |         |                                |                             |                |          |
| 1987 - 1/4 de finale (groupe mondial) - Argentine - Allemagne de l'Ouest - 1 : 2 |            |           |         |                                |                             |                |          |
| 2                                                                                | 28/07/1987 | Vancouver |         | Mercedes Paz Gabriela Sabatini | Bettina Bunge Silke Meier   | 6-72, 6-1, 6-2 | Parcours |

## Classements WTA  en fin de saison

### En simple
| Année | 1984 | 1985 | 1986 | 1987 | 1988 | 1989 | 1990 | 1991 | 1992 | 1993 | 1994 | 1995 | 1996 | 1997 | 1998 |
| Rang  | 212  | 164  | 85   | 50   | 98   | 148  | 134  | 136  | 80   | 150  | 115  | 93   | 205  | 232  | 443  |

Source : (en) « Classements de Silke Meier », sur le site officiel du WTA Tour

### En double
| Année | 1986 | 1987 | 1988 | 1989 | 1990 | 1991 | 1992 | 1993 | 1994 | 1995 | 1996 | 1997 | 1998 |
| Rang  | 144  | 147  | 196  | 113  | 134  | 188  | 206  | 172  | 457  | 210  | 89   | 166  | 204  |

Source : (en) « Classements de Silke Meier », sur le site officiel du WTA Tour